# Mussaenda glabrata
Mussaenda glabrata là một loài thực vật có hoa trong họ Thiến thảo. Loài này được (Hook.f.) Hutch. ex Gamble mô tả khoa học đầu tiên năm 1921.